# Bomba Grand Slam
La Grand Slam, con sus diez toneladas, fue la bomba más pesada desplegada en la Segunda Guerra Mundial. Rellena con explosivo convencional, fue desarrollada en 1944 al final de la guerra por la fuerza aérea británica para usarse contra grandes objetivos estratégicos, tales como búnkeres blindados y puentes. El desarrollo se vio impulsado porque la bomba más poderosa hasta entonces, la Tallboy, no pudo destruir algunos objetivos (por ejemplo, los búnkeres fuertemente blindados para submarinos de la Kriegsmarine, al norte de Francia y en Alemania).
Conocida oficialmente como "Bomba de capacidad media de 22.000 libras", era una versión ampliada de la bomba de Tallboy, de 5,4 toneladas, y más cercana al tamaño original, que el creador de ambas bombas, Barnes Wallis, había previsto cuando planteó por primera vez su idea de una bomba terremoto. 
Fue apodada "Ten ton Tess".

## Diseño y construcción

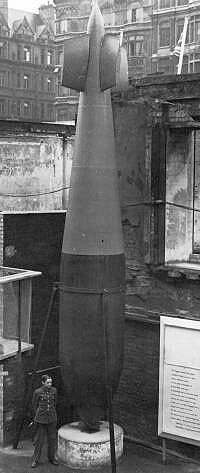
Una Grand Slam en exhibición.

El 18 de julio de 1943 Barnes Wallis comenzó los estudios para la creación de una versión más potente de la bomba Tallboy. El resultado fue la bomba de diez toneladas Grand Slam. Al igual que en la Tallboy, la cola de Grand Slam está diseñada para crear un par de estabilización. Tiene una forma aerodinámica muy buena; una estilizada cola en la popa. Las aletas estabilizadoras estaban ligeramente inclinadas respecto a la vertical (5º) para conseguir la rotación alrededor del eje longitudinal con el fin de mejorar la precisión. Podía llegar a velocidades supersónicas en caída libre. Y debía impactar contra la tierra verticalmente.
La carcasa de acero tenía un espesor de pared significativamente mayor que las bombas convencionales de la Segunda Guerra Mundial con el fin de resistir el impacto contra superficies duras. Esta se fabricaba en una sola pieza vertiendo acero en un molde de arena alrededor de un núcleo de hormigón; después se retiraba el núcleo de hormigón y se extraía la pieza. Debido al peso de la carcasa la carga explosiva se redujo, lo que requirió el empleo de uno de los explosivos británicos más eficaces en el momento - Torpex. Una vez calentada y fundida, la carga explosiva se vertía en porciones. Se necesitaba cerca de un mes para que se enfriase y coagulase, lo que limitaba considerablemente la producción. La baja tasa de producción conllevó que solo pudieran ser utilizadas 42 bombas antes del final de la guerra.
La combinación de alta velocidad y la carcasa resistente significaba que podía penetrar de 30 a 40 metros en el suelo antes de explotar, creando un efecto "terremoto". La bomba no había sido diseñada para atravesar directamente muros de hormigón; por esto a veces, al tropezar con materiales duros como hormigón o roca, la bomba se rompía y no podía penetrar en el objetivo. Aunque esto no evitara que se produjera una gran cantidad de daño por la explosión. De todas formas era más eficaz para este cometido que cualquier otra bomba.
Las pruebas de campo se llevaron a cabo con las nuevas bombas en octubre de 1944, contra la fábrica secreta de producción de misiles "V-2" en el norte de Francia. En el período comprendido entre el 10 y el 20 de noviembre de 1944, sobre la cúpula de hormigón armado de la fábrica protegida, se lanzaron varias bombas "Grand Slam".

## Vector

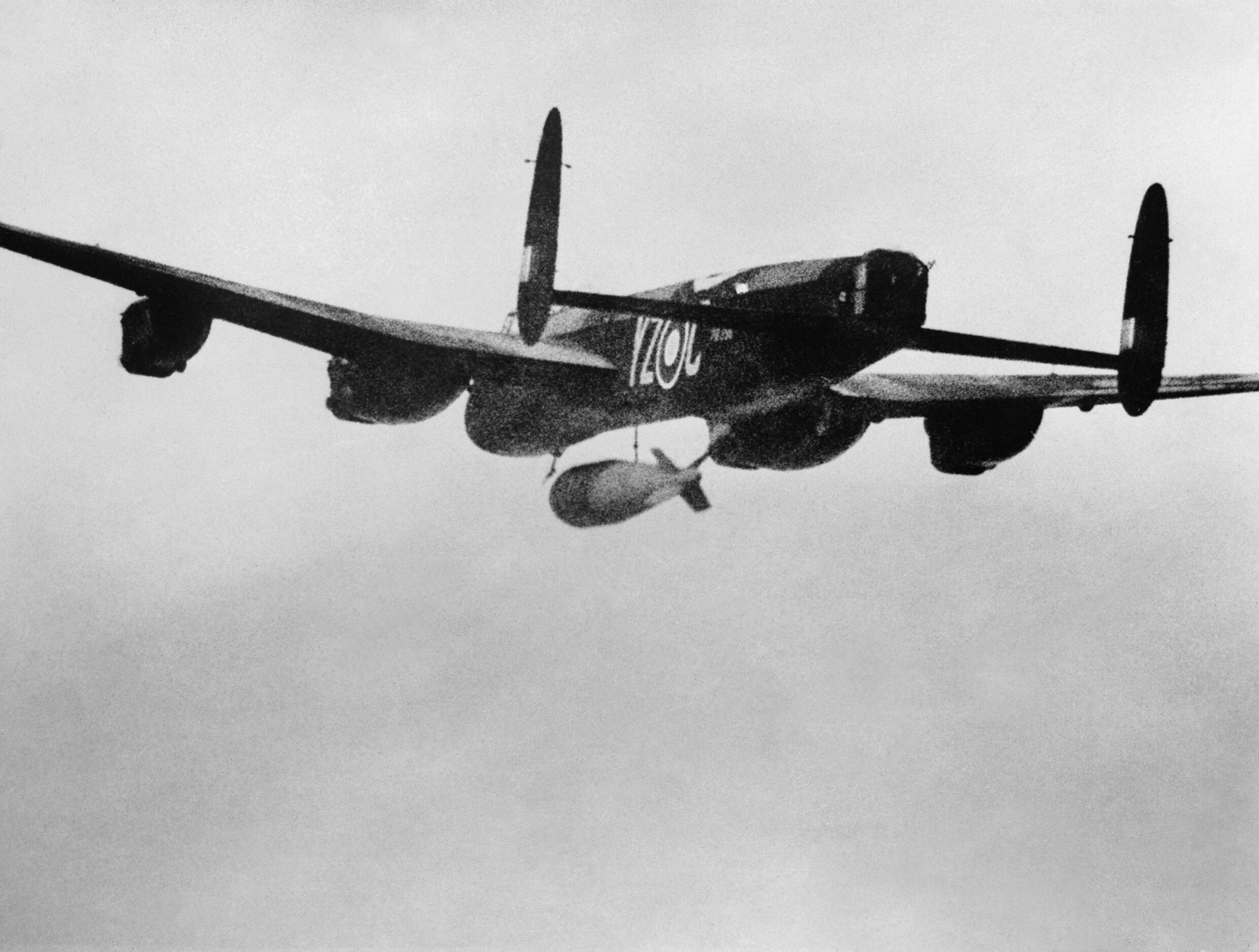
Un Lancaster del Escuadrón 617 lanzando una bomba Grand Slam al viaducto de Arnsberg, marzo de 1945.

Las bombas Grand Slam solo podían ser trasportadas por bombarderos Avro Lancaster en la versión especial BI (Especial). Diferían de la versión convencional en que estaban propulsados por motores más potentes y hélices mejoradas; por razones de reducción de peso y mejora de la aerodinámica se retiraron algunas torretas. Para utilizar la Tallboy se habían abombado las compuertas de la bodega de bombas. Para utilizar la Grand Slam, las compuertas se retiraron por completo y se colocó un panel. La bomba tenía que ser lanzada desde 6700 m, por lo que su precisión se redujo.

## Empleo operacional

El viaducto Schildescher después de su destrucción por la bomba Grand Slam.

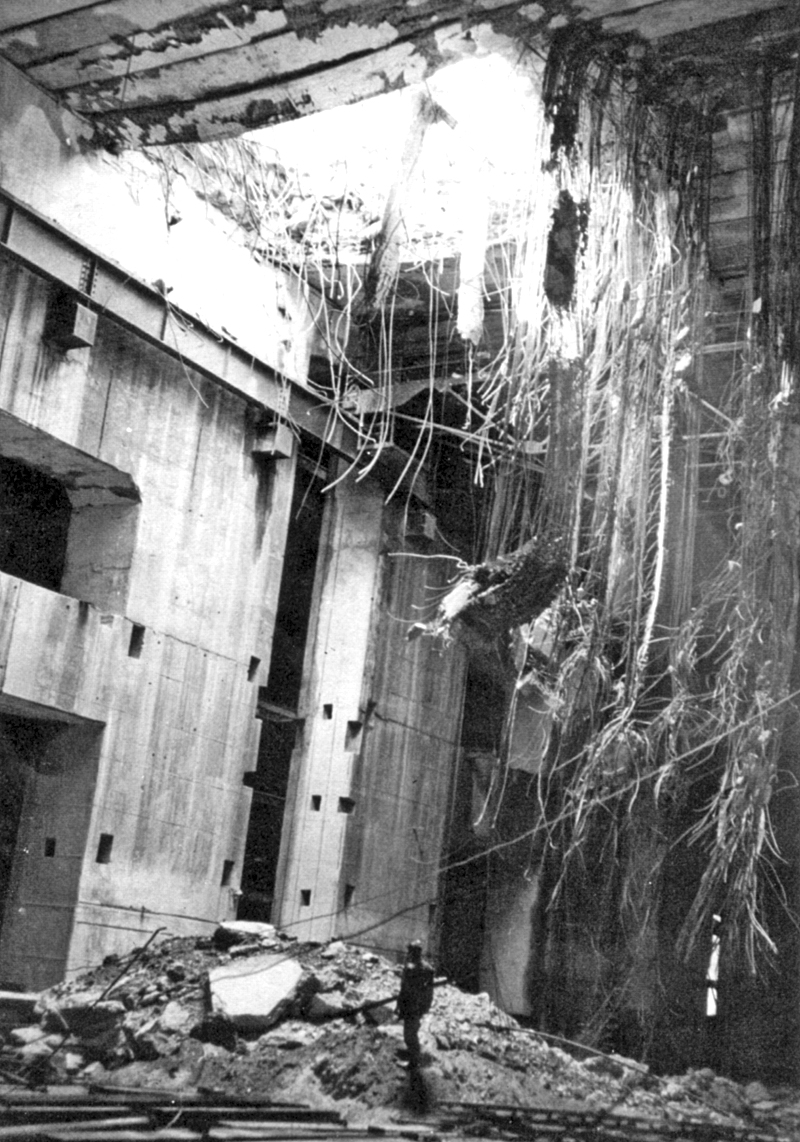
El daño causado por una de las dos Gran Slam que penetraron el refugio submarino de Valentin, 27 de marzo de 1945; hay una persona parada en la pila de escombros.

Al final de la guerra se habían lanzado 42 Grand Slam en acciones de ataque, principalmente contra puentes y viaductos. Su efecto era devastador; dentro de un radio de unos cien metros no había prácticamente ninguna posibilidad de sobrevivir. La onda expansiva provocaba un enorme temblor sísmico que podía hacer colapsar los edificios de mayor tamaño que se encontraran en el entorno del punto de impacto.
Al igual que con las Tallboy, debido al alto coste y complejidad de producción de estas bombas, a las tripulaciones de los bombarderos se les ordenó que en el caso de que la bomba no pudiera ser lanzada sobre el objetivo, regresaran con ella a la base, en lugar de dejarla caer en el mar por razones de seguridad (como es el caso de las bombas convencionales).
Bielefeld, 14 de marzo de 1945
El Escuadrón N.º 617 de la RAF Avro Lancaster comandado por el Squadrón Leader CC Calder dejó caer la primera Grand Slam desde 3647 m sobre el viaducto de Schildesche. Más de 100 m del viaducto de Bielefeld se derrumbaron por el efecto terremoto de las bombas Grand Slam y Tallboy del Escuadrón N.º 617. Ningún avión se perdió. Pero 50 civiles murieron.
Arnsberg, 15 de marzo de 1945
Dos aviones del Escuadrón 617.º de la RAF, cada uno llevando una Grand Slam, y 14 aviones del 9.º Escuadrón de la RAF llevando bombas Tallboy, atacaron el viaducto ferroviario en condiciones climáticas adversas. Se lanzaron una Grand Slam y diez Tallboy; uno de los Lancaster se vio obligado a regresar con la bomba. El viaducto no se cortó y ningún avión se perdió.
Arnsberg, 19 de marzo de 1945
19 Lancaster del 617.º Escuadrón, seis llevando Grand Slam, el resto Tallboy, atacaron el viaducto del ferrocarril en Arnsberg. Se lanzaron todas las Grand Slam; se forma una brecha de doce m en el viaducto. La estructura de soporte fue severamente dañada.
Arbergen, 21 de marzo de 1945
20 Lancaster del 617.º Escuadrón, dos con Grand Slam, el resto con Tallboy, atacaron el puente de ferrocarril en Arbergen. Las Grand Slam fallaron, desviadas por el fuego antiaéreo pesado y los problemas de trayectoria, pero dos impactos de Tallboy causaron suficiente daño a los accesos del puente como para ponerlo fuera de servicio. Se perdió un Lancaster del 617.º.
Nienburg, 22 de marzo de 1945
20 Lancaster del 617º Escuadrón, seis con bombas Grand Slam y el resto con Tallboy, atacó el puente de ferrocarril en Nienburg, entre Bremen y Hannover. Cinco Grand Slam impactaron directamente y el puente quedó completamente destruido. Otras cinco bombas fueron devueltas a la base por la escuadra.
Bremen, 23 de marzo de 1945
20 Lancaster del 617.º Escuadrón, seis llevaba Grand Slam y el resto Tallboy, atacó un puente de ferrocarril, cerca de Bremen. Parece que las Grand Slam impactaron demasiado lejos del blanco, que fue derribado por una Tallboy El autor Jon Lake afirma en cambio que dos de las Grand Slam sí cayeron sobre el puente.
Farge, 27 de marzo de 1945
20 Lancaster del 617.º Escuadrón atacó el refugio para submarinos de Valentin, una estructura enorme, casi terminada con un techo de hormigón de hasta 23 pies (7,2 m) de espesor. Dos bombas Grand Slam penetraron en algunas partes del refugio con el techo de 4,5 m de grosor. Una bomba con espoleta cronométrica estalló más tarde. Debido a la enorme fuerza explosiva formó un agujero 7-8 metros de ancho en el techo. Esto convirtió el refugio en inutilizable. Ningún avión se perdió.
Hamburgo, 9 de abril de 1945
17 aviones del Escuadrón N.º 617, con dos Grand Slam y el resto con bombas Tallboy, atacaron con éxito los refugios de submarinos. Las Grand Slam parecen haber fallado, pero seis impactos de Tallboy causaron un daño considerable. Ningún avión se perdió.
Heligoland, 19 de abril de 1945
20 aviones de la escuadrilla N.º 617, con seis Grand Slam y el resto con bombas Tallboy, junto con 16 aviones del Escuadrón N.º 9, atacó las baterías de artillería costera. Ningún avión se perdió.